# Sievert von Ahlefeldt
Sievert Jürgen von Ahlefeldt († 1594) war Gutsherr des Adligen Gutes Aschau.

## Leben
Er war der Sohn des adligen Gutsherren Jürgen von Ahlefeldt († 1546) und dessen Frau Catharine geb. von Breide, Tochter des Otto Povlsen Breide († 1544), Herr auf Søbygaard. Sieverts Frau war Anna geb. von Deden, Tochter des Zacharias Petersen von Deden († 1577). Aus dieser Ehe ging ein Sohn hervor, Zacharias von Ahlefeldt († 1609). Sievert Jürgen von Ahlefeldt war am Vergleich beteiligt, der den Streit um die Fischfangrechte in der Eckernförder Bucht zwischen der Stadt Eckernförde und den Adligen Gutsherren der Umgebung beilegte. Er besaß neben dem Gut Aschau einen weiteren Meierhof mit zehn Pflug Ackerfläche, den er später an seinen Sohn übertrug. 1592 nahm von Ahlefeldt an der Huldigung der Stände für den Erzbischof von Bremen und Herzog von Gottorf Johann Adolf (1575–1616) teil, blieb aber auf Grund körperlicher Schwäche der Huldigung für den König Christian IV. von Dänemark und Norwegen (1577–1648) im September 1593 in Flensburg fern. Sievert Jürgen von Ahlefeldt starb in der Karwoche von 1594 und wurde in der St.-Jürgen-Kirche in Gettorf beigesetzt.